# جایزه گلدن گلوب بهترین فیلم – موزیکال یا کمدی
جایزه گلدن گلوب بهترین فیلم – موزیکال یا کمدی یکی از جوایز گلدن گلوب است که از سال ۱۹۵۲ هر ساله توسط انجمن مطبوعات خارجی هالیوود (HFPA) اعطا می‌شود. فیلم‌های واجد شرایط باید حداقل ۷۰ دقیقه باشند، حداقل به مدت هفت روز در «منطقه لس آنجلس بزرگ» به صورت تجاری اکران شوند و برای عضویت در HFPA نمایش داده شوند و طبعا در یکی از دو ژانر مذکور تولید شده باشند.
بر اساس قوانین اصلاح‌شده انجمن مطبوعات خارجی هالیوود (HFPA) در سال ۲۰۰۷، فیلم‌های انیمیشن دیگر در این بخش یا بخش جایزه گلدن گلوب برای بهترین فیلم درام واجد شرایط نبودند و به جای آن، به طور انحصاری در بخش جدید بهترین فیلم انیمیشن رقابت می‌کردند. تا سال ۲۰۲۳ و قبل از انحلال انجمن مطبوعات خارجی هالیوود، این قانون توسط شرکت Dick Clark Productions پس از بروز مناقشاتی درباره تقسیم آراء میان بخش‌های اصلی اصلاح شد که بر اساس آن، فیلم‌های انیمیشنی همچنان واجد شرایط برای شرکت در این بخش یا بخش درام، علاوه بر بخش انیمیشن، به طور همزمان و مشابه با جایزه گلدن گلوب برای بهترین فیلم خارجی‌زبان و دستاوردهای سینمایی و باکس آفیس جدیدالتأسیس بودند.

## دهه ۱۹۵۰
| سال  | برنده                                           |
| ---- | ----------------------------------------------- |
| ۱۹۵۱ | یک آمریکایی در پاریس به کارگردانی وینسنت مینلی  |
| ۱۹۵۲ | با یک ترانه در قلب من به کارگردانی والتر لنگ    |
| ۱۹۵۳ | جایزه داده نشد                                  |
| ۱۹۵۴ | کارمن جونز به کارگردانی اوتو پرمینجر            |
| ۱۹۵۵ | مردها و عروسک‌ها به کارگردانی جوزف ال. منکیه‌ویچ  |
| ۱۹۵۶ | پادشاه و من به کارگردانی والتر لنگ              |
| ۱۹۵۷ | دختران به کارگردانی جرج کیوکر                   |
| ۱۹۵۸ | عمه میم به کارگردانی مورتون داکوستا             |
| ۱۹۵۹ | بعضی‌ها داغشو دوست دارن به کارگردانی بیلی وایلدر |

## دهه ۱۹۶۰
| سال  | برنده                                                |
| ---- | ---------------------------------------------------- |
| ۱۹۶۰ | آپارتمان به کارگردانی بیلی وایلدر                    |
| ۱۹۶۱ | اکثریت یک‌نفره به کارگردانی مروین لیروی               |
| ۱۹۶۲ | لمس سمور به کارگردانی دلبرت من                       |
| ۱۹۶۳ | تام جونز به کارگردانی تونی ریچاردسون                 |
| ۱۹۶۴ | بانوی زیبای من به کارگردانی جرج کیوکر                |
| ۱۹۶۵ | آوای موسیقی به کارگردانی رابرت وایز                  |
| ۱۹۶۶ | روس‌ها می‌آیند، روس‌ها می‌آیند به کارگردانی نورمن جویسون |
| ۱۹۶۷ | فارغ‌التحصیل به کارگردانی مایک نیکولز                 |
| ۱۹۶۸ | اولیور! به کارگردانی کارول رید                       |
| ۱۹۶۹ | راز سانتا ویتوریا به کارگردانی استنلی کریمر          |

## دهه ۱۹۷۰
| سال  | برنده                                                 |
| ---- | ----------------------------------------------------- |
| ۱۹۷۰ | مش به کارگردانی رابرت آلتمن                           |
| ۱۹۷۱ | ویولون‌زن روی بام به کارگردانی نورمن جویسون            |
| ۱۹۷۲ | کاباره به کارگردانی باب فاس                           |
| ۱۹۷۳ | دیوارنویسی آمریکایی به کارگردانی جورج لوکاس           |
| ۱۹۷۴ | طولانی‌ترین فاصله به کارگردانی رابرت آلدریچ            |
| ۱۹۷۵ | پسران آفتاب به کارگردانی هربرت راس                    |
| ۱۹۷۶ | ستاره‌ای متولد شده‌است به کارگردانی فرانک پیرسون        |
| ۱۹۷۷ | دختر خداحافظی به کارگردانی هربرت راس                  |
| ۱۹۷۸ | بهشت می‌تواند صبر کند به کارگردانی وارن بیتی، باک هنری |
| ۱۹۷۹ | گسستن به کارگردانی پیتر یاتز                          |

## دهه ۱۹۸۰
| سال  | برنده                                            |
| ---- | ------------------------------------------------ |
| ۱۹۸۰ | دختر معدنچی زغال سنگ به کارگردانی مایکل اپتد     |
| ۱۹۸۱ | آرتور به کارگردانی استیو گوردن                   |
| ۱۹۸۲ | توتسی به کارگردانی سیدنی پولاک                   |
| ۱۹۸۳ | ینتل به کارگردانی باربارا استرایسند              |
| ۱۹۸۴ | عشق‌بازی با سنگ به کارگردانی رابرت زمکیس          |
| ۱۹۸۵ | شرف خانواده پریتزی به کارگردانی جان هیوستن       |
| ۱۹۸۶ | هانا و خواهرانش به کارگردانی وودی آلن            |
| ۱۹۸۷ | امید و افتخار به کارگردانی جان بورمن             |
| ۱۹۸۸ | دختر شاغل به کارگردانی مایک نیکولز               |
| ۱۹۸۹ | رانندگی برای خانم دیزی به کارگردانی بروس برسفورد |

## دهه ۱۹۹۰
| سال  | برنده                                         |
| ---- | --------------------------------------------- |
| ۱۹۹۰ | کارت سبز به کارگردانی پیتر ویر                |
| ۱۹۹۱ | دیو و دلبر به کارگردانی گری تروزدیل، کرک ویس  |
| ۱۹۹۲ | بازیگر به کارگردانی رابرت آلتمن               |
| ۱۹۹۳ | خانم داوت فایر به کارگردانی کریس کلمبوس       |
| ۱۹۹۴ | شیر شاه به کارگردانی راجر الرس، راب مینکاف    |
| ۱۹۹۵ | بیب به کارگردانی کریس نونان                   |
| ۱۹۹۶ | اویتا به کارگردانی آلن پارکر                  |
| ۱۹۹۷ | بهتر از این نمی‌شه به کارگردانی جیمز ال. بروکس |
| ۱۹۹۸ | شکسپیر عاشق به کارگردانی جان مدن              |
| ۱۹۹۹ | داستان اسباب بازی ۲ به کارگردانی جان لستر     |

## دهه ۲۰۰۰
| سال  | برنده                                                        |
| ---- | ------------------------------------------------------------ |
| ۲۰۰۰ | تقریباً مشهور به کارگردانی کامرون کرو                         |
| ۲۰۰۱ | مولن روژ! به کارگردانی باز لورمن                             |
| ۲۰۰۲ | شیکاگو به کارگردانی راب مارشال                               |
| ۲۰۰۳ | گمشده در ترجمه به کارگردانی سوفیا کاپولا                     |
| ۲۰۰۴ | راه‌های فرعی به کارگردانی الکساندر پاین                       |
| ۲۰۰۵ | سر به راه باش به کارگردانی جیمز منگولد                       |
| ۲۰۰۶ | دختران رؤیایی به کارگردانی بیل کاندن                         |
| ۲۰۰۷ | سویینی تاد:آرایشگر شیطانی خیابان فلیت به کارگردانی تیم برتون |
| ۲۰۰۸ | ویکی کریستینا بارسلونا به کارگردانی وودی آلن                 |
| ۲۰۰۹ | خماری به کارگردانی تاد فلیپس                                 |

## دهه ۲۰۱۰
| سال  | برنده                                                   |
| ---- | ------------------------------------------------------- |
| ۲۰۱۰ | بچه‌ها حالشان خوب است به کارگردانی لیسا چولودنکو         |
| ۲۰۱۱ | آرتیست به کارگردانی میشل آزاناویسوس                     |
| ۲۰۱۲ | بینوایان به کارگردانی تام هوپر                          |
| ۲۰۱۳ | حقه‌بازی آمریکایی به کارگردانی دیوید او. راسل            |
| ۲۰۱۴ | هتل بزرگ بوداپست به کارگردانی وس اندرسن                 |
| ۲۰۱۵ | مریخی به کارگردانی ریدلی اسکات                          |
| ۲۰۱۶ | لا لا لند به کارگردانی دیمین شزل                        |
| ۲۰۱۷ | لیدی برد به کارگردانی گرتا گرویگ                        |
| ۲۰۱۸ | کتاب سبز به کارگردانی پیتر فارلی                        |
| ۲۰۱۹ | روزی روزگاری در هالیوود به کارگردانی کوئینتین تارانتینو |

## دههٔ ۲۰۲۰
—اسامی نامزدها نیز ذکر شده‌است.
| سال  | فیلم                           | کارگردان         | تهیه‌کننده |
| ---- | ------------------------------ | ---------------- | --- |
| ۲۰۲۰ | بورات ۲                        | جیسون وولینر     | ساشا بارون کوهن، مونیکا لوینسون، آنتونی هاینز                                                                    |
| ۲۰۲۰ | همیلتون                        | توماس کیل        | توماس کیل، لین-منوئل میرندا، جفری سلر                                                                            |
| ۲۰۲۰ | موسیقی                         | سیا              | سیا، وینسنت لندی                                                                                                 |
| ۲۰۲۰ | پالم اسپرینگز                  | مکس بارباکو      | کریس پارکر، اندی سمبرگ، اکویا شوفر، دیلن سلرز، بکی اسلویتر، جورما تاکونی                                         |
| ۲۰۲۰ | جشن رقص پایان سال              | رایان مورفی      | رایان مورفی، الکسیس مارتین وودال، آدام اندرس، دوری برنشتاین، بیل داماشکه                                         |
| ۲۰۲۱ | داستان وست ساید                | استیون اسپیلبرگ  | استیون اسپیلبرگ، کریستی ماکوسکو کریگر، کوین مک کولوم                                                             |
| ۲۰۲۱ | سیرانو                         | جو رایت          | تیم بوان، اریک فلنر، گای هیلی                                                                                    |
| ۲۰۲۱ | بالا رو نگاه نکن               | آدام مک‌کی        | آدام مک‌کی، کوین مسیک                                                                                             |
| ۲۰۲۱ | لیکریش پیتزا                   | پل توماس اندرسن  | سارا مورفی، آدام سامنر، پل توماس اندرسون                                                                         |
| ۲۰۲۱ | تیک، تیک… بوم!                 | لین-منوئل میرندا | برایان گریزر، ران هاوارد، جولی اوه، لین مانوئل میراندا                                                           |
| ۲۰۲۲ | بنشی‌های اینیشرین               | مارتین مک‌دونا    | گراهام برادبنت، پیتر چرنین، مارتین مک‌دونا                                                                        |
| ۲۰۲۲ | بابیلون                        | دیمین شزل        | مارک پلت، متیو پلوف، اولیویا همیلتون                                                                             |
| ۲۰۲۲ | همه چیز همه جا در هر زمان      | دانیل‌ها          | برادران روسو، مایک لاروکا، دانیل کوان، دانیل شاینرت، جاناتان وانگ                                                |
| ۲۰۲۲ | گلس آنین: یک چاقوکشی اسرارآمیز | ریان جانسن       | رام برگمن، ریان جانسن                                                                                            |
| ۲۰۲۲ | مثلث غم                        | روبن اوستلوند    | اریک همندورف، فیلیپ بوبر                                                                                         |
| ۲۰۲۳ | بیچارگان                       | یورگوس لانتیموس  | اما استون، اد گینی، یورگوس لانتیموس، اندرو لو                                                                    |
| ۲۰۲۳ | ایر                            | بن افلک          | دیوید الیسون، جسی سیسگولد، جان واینباخ، بن افلک، مت دیمون، مدیسون آینلی، جف روبینوف، پیتر گوبر، جیسون مایکل برمن |
| ۲۰۲۳ | داستان آمریکایی                | کورد جفرسون      | بن لکلر، نیکوس کرمیگیوس، کورد جفرسون، جرمین جانسون                                                               |
| ۲۰۲۳ | باربی                          | گرتا گرویگ       | مارگو رابی، رابی برنر، تام آکرلی، دیوید هیمن                                                                     |
| ۲۰۲۳ | جاماندگان                      | الکساندر پین     | مارک جانسون، بیل بلاک، دیوید همینگسون                                                                            |
| ۲۰۲۳ | می دسامبر                      | تاد هینز         | ناتالی پورتمن، سوفی ماس، کریستین واچون، پاملا کوفلر، گرنت اس. جانسون، تایلر دبلیو کونی، جسیکا البام، ویل فرل     |